# Paraphyas callixena
Paraphyas callixena är en fjärilsart som beskrevs av Turner 1926. Paraphyas callixena ingår i släktet Paraphyas och familjen vecklare. Inga underarter finns listade i Catalogue of Life.